# Lekkoatletyka na Letnich Igrzyskach Paraolimpijskich 2004 – rzut dyskiem kl. F36 mężczyzn
W rzucie dyskiem kl. F36 (zawodnicy stojący z porażeniem mózgowym) mężczyzn podczas Letnich Igrzysk Paraolimpijskich 2004 rywalizowało ze sobą 7 zawodników.

## Wyniki

### Finał
| Poz. | Zawodnik          | Narodowość        | Rezultat | Uwagi |
| ---- | ----------------- | ----------------- | -------- | ----- |
| 1    | Milan Kubala      | Czechy            | 35.25    |       |
| 2    | Willem Noorduin   | Holandia          | 33.33    |       |
| 3    | Duane Strydom     | Południowa Afryka | 32.96    |       |
| 4    | Paweł Piotrowski  | Polska            | 32.94    |       |
| 5    | Kim Dae-kwan      | Korea Południowa  | 29.97    |       |
| 6    | Wolfgang Dubin    | Austria           | 29.84    |       |
| 7    | Nicholas Larionow | Australia         | 27.92    |       |